# Voo Lóide Aéreo Nacional 730
O Voo Lóide Aéreo Nacional 730 foi uma rota comercial operada por um Douglas DC-4 Skymaster, prefixo PP-LEM, que na madrugada de 2 de fevereiro de 1958 caiu na decolagem do Aeroporto de Santos Dumont, na cidade do Rio de Janeiro.

## Aeronave
O avião envolvido no acidente era um Douglas DC-4, prefixo PP-LEM, fabricado em 1944, com o número de série 18336.

## Acidente
No início da noite de quarta-feira de 2 de fevereiro de 1958 o comandante alinha o DC-4 na cabeceira da pista 20 do Aeroporto Santos Dumont. A noite era clara, e as luzes de Urca, Botafogo e Flamengo refletiam-se na orla da baía. Não tão distante, destacava-se o vulto do Pão de Açúcar, lembrando aos pilotos a necessidade de executarem uma curva à esquerda após a decolagem para evita-lo.
Durante a decolagem, o motor número 4 pegou fogo e explodiu. O comandante decidiu abandonar o procedimento de decolagem e iniciou uma manobra de frenagem de emergência. Cerca de 100 metros antes do final da pista, um pneu do trem de pouso esquerdo estourou, fazendo o avião sair da pista e parou em chamas. 11 passageiros saíram ilesos e 57 outros ficaram feridos.
A bordo, estavam 72 pessoas, das quais 5 pessoas (3 passageiros e 2 tripulantes) morreram.